# Wilbur nagy kalandja
A Wilbur nagy kalandja (eredeti cím: Charlotte's Web 2: Wilbur's Great Adventure) 2003-ban megjelent amerikai 2D-s számítógépes animációs film, amely 1973-ban bemutatott, nagy sikerű Malac a pácban című egész estés rajzfilm folytatása. Az animációs film rendezője és producere Mario Piluso, a forgatókönyvet Elana Lesser és Cliff Ruby írta, a zenéjét Billy Martin és Michael Tavera szerezte.
Amerikában 2003. március 18-án, Magyarországon 2003. október 22-én adták ki DVD-n és VHS-en.

## Cselekmény
A film tavasszal kezdődik, körülbelül egy évvel azután, Charlotte elhárította a veszélyt Wilburral kapcsolatban. Charlotte három lánya, Nellie, Aranea, és a Joy most kamaszodik és szolgáló társai és mentorai Wilburnak.
Ez idő alatt, Wilbur összebarátkozik Kardigánnal, egy újszülött báránnyal, akit a többiek lenéznek, mert neki fekete a gyapja. Wilbur a szárnyai alá veszi Kardigánt és megmutatja neki a gazdaságot és hogy milyen az élet ott és hogy milyen veszélyek leselkednek rá.
Néhány hét múlva, a gazda Zuckerman eladja Kardigánt egy másik gazdának. Wilbur, Charlotte lányai és Templeton, a patkány felkerekednek, hogy meglátogassák Kardigánt, hogy jól van-e.

## Szereplők
- David Berón – Wilbur hangja (Kálid Artúr)
- Harrison Chad – Cardigan hangja (Pápai Erika)
- Julia Duffy – Charlotte hangja (?)
- Charles Adler – Templeton hangja (Háda János)
- Amanda Bynes – Nellie hangja (Oroszlán Szonja)
- Maria Bamford – Aranea hangja (Náray Erika)
- Anndi McAfee – Joy hangja (Gallusz Nidkolett)
- Rob Paulsen – Farley hangja (Józsa Imre)
- Dawnn Lewis – Bessie hangja (Pécsi Ildikó)
- Laraine Newman – Gwen hangja (Sági Tímea)
- Debi Derryberry – Fern Arable hangja (Garai Dóra)
- Jerry Houser – Mr. Zuckerman hangja (Faragó András)
- Danny Mann – Mr. Hirsch hangja (Bácskai János)
- Brenda Vaccaro – Mrs. Hirsch hangja (Orosz Anna)
- Valery Pappas – Tyúk hangja (Kocsis Mariann)
- Patrick Fraley – Szamár hangja (Holl Nándor)
- Bridget Sienna – Flo hangja (Grúber Zita)
- Laraine Newman – Anyajuh hangja (?)
- Frank Welker – Kecske hangja (Szokol Péter)
- Rob Paulsen – Mr. Arable hangja (Imre István)
- Dawnn Lewis – Női bíró hangja (Molnár Zsuzsa)
- Charles Adler – Lurvy hangja (Kapácsy Miklós)

## Betétdalok
1. It's Not So Hard to Be a Pig
2. Watch Out Wilbur the Pig!
3. It's Good to Be Me
4. Charlotte's Kids